# Акмангіт
Акмангіт (кар. Aqmanʻgʻiʻt; узб. Оқманғит, Oqmangʻit) — селище в Узбекистані, центр Нукуського району Каракалпакстану.
Населення 6169 мешканців (перепис 1989).